# Jon Abrahamsen
Jon Arne Abrahamsen (Vardø, 8 maggio 1951) è un ex calciatore norvegese, di ruolo portiere.

## Carriera

### Club
Abrahamsen vestì la maglia del Bodø/Glimt, con cui vinse anche la Coppa di Norvegia 1975.

### Nazionale
Conta 3 presenze per la Norvegia. Esordì il 29 aprile 1981, quando fu titolare nella sconfitta per 1-0 contro la Bulgaria.

## Palmarès

### Club

#### Competizioni nazionali
- Coppa di Norvegia: 1

Bodø/Glimt: 1975